# Schloss Völkershausen

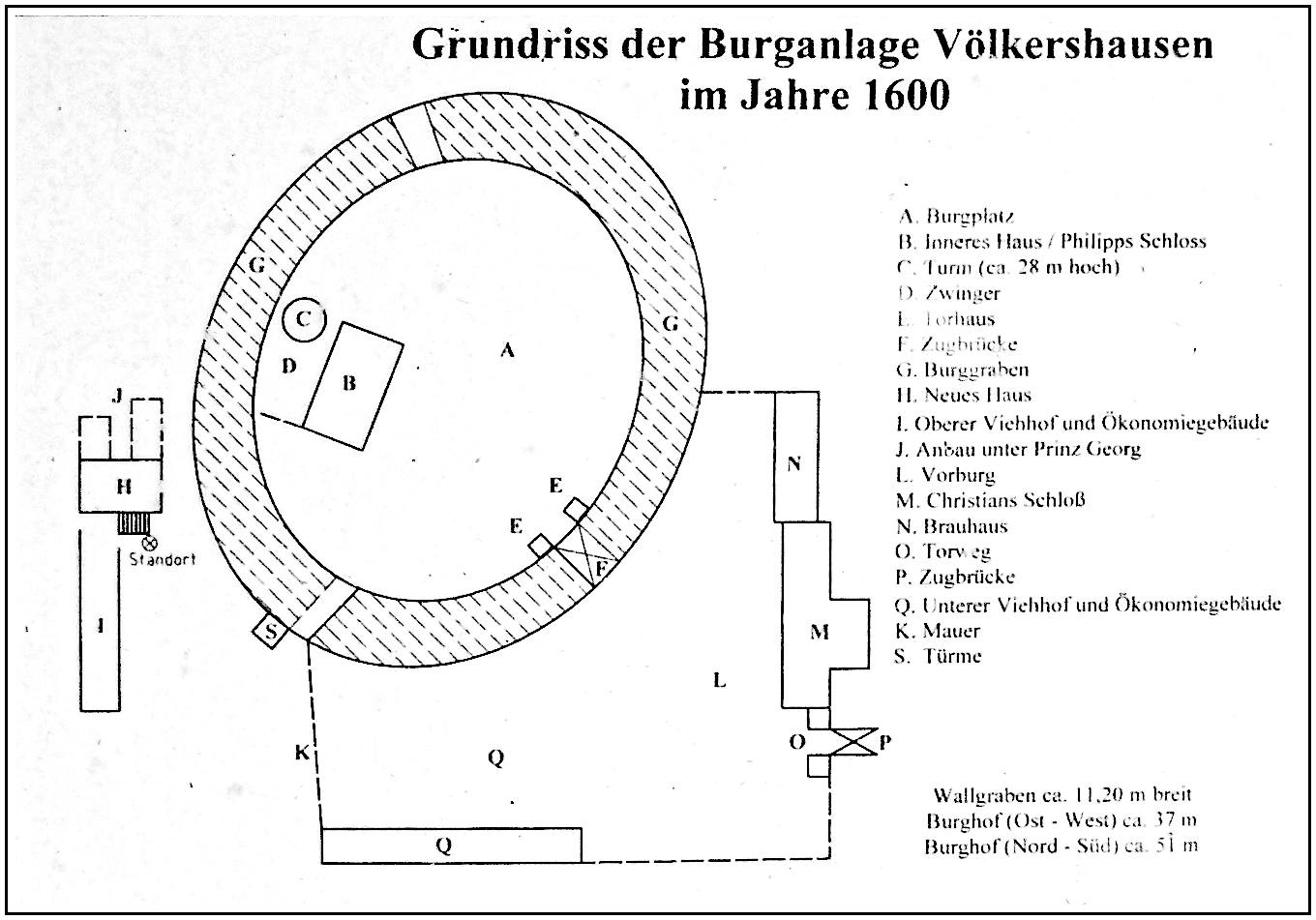
Skizze zur Burg und Schlossanlage in Völkershausen (Schautafel in der Ortslage)

Das Schloss Völkershausen stand im Ortsteil Völkershausen der Stadt Vacha im Wartburgkreis in Thüringen. 

## Geschichte

### Das Oberschloss
Im Jahr 1348 besaßen die Herren des Ortes bereits eine Burg mit Vorburg. Diese befand sich einst zwischen dem alten und dem unteren Schloss. 1718 ist auf Befehl des Landgrafen von Hessen auf der Kernburg das Oberschloss erbaut worden. Das Schloss war Sommersitz der Landgrafen von Hessen. Es war teilweise in der Fachwerkbauweise errichtet und mit einer Parkanlage konzipiert worden. 
1815 wurde das Anwesen Staatseigentum des Großherzogtums Sachsen-Weimar-Eisenach. 1848 war ein Choleralazarett und später ein Schwestererholungsheim untergebracht. 1910 kaufte es Dr. Greff, der dort einen Kurbetrieb zu etablieren versuchte und nebenan eine Wandelhalle errichten ließ. Später veräußerte Greff es weiter an die Familie Günter. Nach dem Zweiten Weltkrieg wurde das Schloss enteignet und ab 1960 als Schule, Hort, Kindergarten und Kinderkrippe genutzt.

### Das Unterschloss
Das Unterschloss stand wahrscheinlich auf dem Gelände der ehemaligen Vorburg. 1613 erbauten es die Herren von Völkershausen. Es diente als Sitz für eine Nebenlinie.
Das Obergeschoss war aus Fachwerk, das einen massiven Unterbau besaß. Eckig und verwinkelt war das Schloss. Amtmänner und das Gutsgericht sowie eine Försterei und später eine Arztpraxis bewohnten das Gemäuer.
1634 haben Horden des Krieges das Gebäude völlig geplündert, aber nicht zerstört. 1706 starb das Geschlecht Völkershausen aus. Das Schloss wurde mit dem Gericht des Landgrafen aus Hessen belegt. 1718 wurde es als Sommersitz eingerichtet. 1815 bis 1847 übertrug man die Herrschaft Weimar. 1875 beherbergte es das  Rentamt und die Oberförsterei. 1930 war es ansässig. 1945 wurde es Arztwohnung und Arztpraxis. Der Arzt verließ vor den Truppen der Roten Armee den Ort und Dr. Müller übernahm.

### Zerstörung
Eine Sprengung im Jahr 1989 im  Kalischacht Merkers löste den Gebirgsschlag Völkershausen aus. Beide Schlösser mussten danach wegen großer Schäden abgebrochen werden.